# Березники (Волжский район)
Березники́ (мар. Пӧртанур) — деревня в Волжском районе Республики Марий Эл Российской Федерации.
Расположена недалеко от реки Илеть, на Заволжско-Кокшайском тракте, соединяющем Волжск и Звенигово.

## История
Первые упоминания о деревне Березники встречается в документах за 1760—1764 гг. Здесь находился постоялый двор, начальником которого являлся Березников. Поскольку Березников был очень известным в округе, за деревней закрепилось название Березники. Марийское название деревни — Пӧртанур, что означает «дом в поле».
Среди местных жителей есть предание, что в деревню заходил Степан Разин по дороге на Казань и просил размещения в деревне с войском. Местные жители ему отказали, и Разину пришлось устроить стоянку в стороне от деревни. До сих пор на этом месте сохранился так называемый «Разин памаш» — колодец, который устроили разинцы.

## Население
| 2002 | 2010 |
| ---- | ---- |
| 455  | ↘435 |

### Знаменитые березниковцы
- Н. Ф. Рыбаков — бывший государственный секретарь Республики Марий Эл, драматург и общественный деятель, народный писатель, лауреат Государственной премии
- Леонид Петрович Грузов — доктор филологических наук, профессор, заслуженный деятель науки Марийской АССР.
- Андрей Иванович Сергеев — марийский советский деятель сельского хозяйства. Дважды кавалер ордена Ленина.
- Алевтина Ильинична Шорникова — марийский советский государственный, партийный и общественный деятель. Заместитель Председателя Совета Министров Марийской АССР (1972—1985). Член КПСС с 1957 года, член Марийского обкома КПСС. Председатель Женского совета Марийской АССР (1972—1986).